# Monophyllaea kostermansii
Monophyllaea kostermansii är en tvåhjärtbladig växtart som beskrevs av Brian Laurence Burtt. Monophyllaea kostermansii ingår i släktet Monophyllaea och familjen Gesneriaceae. Inga underarter finns listade i Catalogue of Life.